# Абу-Бекір Джамі
Абу-Бекір Джамі (крим. Abu Bekir Cami) або Тахта-Джамі (крим. Tahta Cami) — мечеть у селі Тахта-Джамі (Андрусове) Сімферопольського району Автономної Республіки Крим.
Тахта-Джамі перекладається як «дощата мечеть».
Мечеть була побудована в 1996 році коштом представників кримськотатарської діаспори Туреччини. З 2018 року відбувається реконструкція.